# František Filip ze Šternberka
František Filip hrabě ze Šternberka (německy Franz Philipp von Sternberg; 21. srpna 1708 Praha – 9. ledna 1786 Vídeň) byl český šlechtic, diplomat a dvořan z rodu Šternberků. Od mládí působil v diplomacii a byl dlouholetým vyslancem v u říšského sněmu a ve Varšavě. Poté získal Řád zlatého rouna (1763) a byl nejvyšším hofmistrem císařovny Marie Terezie (1765–1780). V Čechách vlastnil panství Častolovice a Zásmuky.

## Život

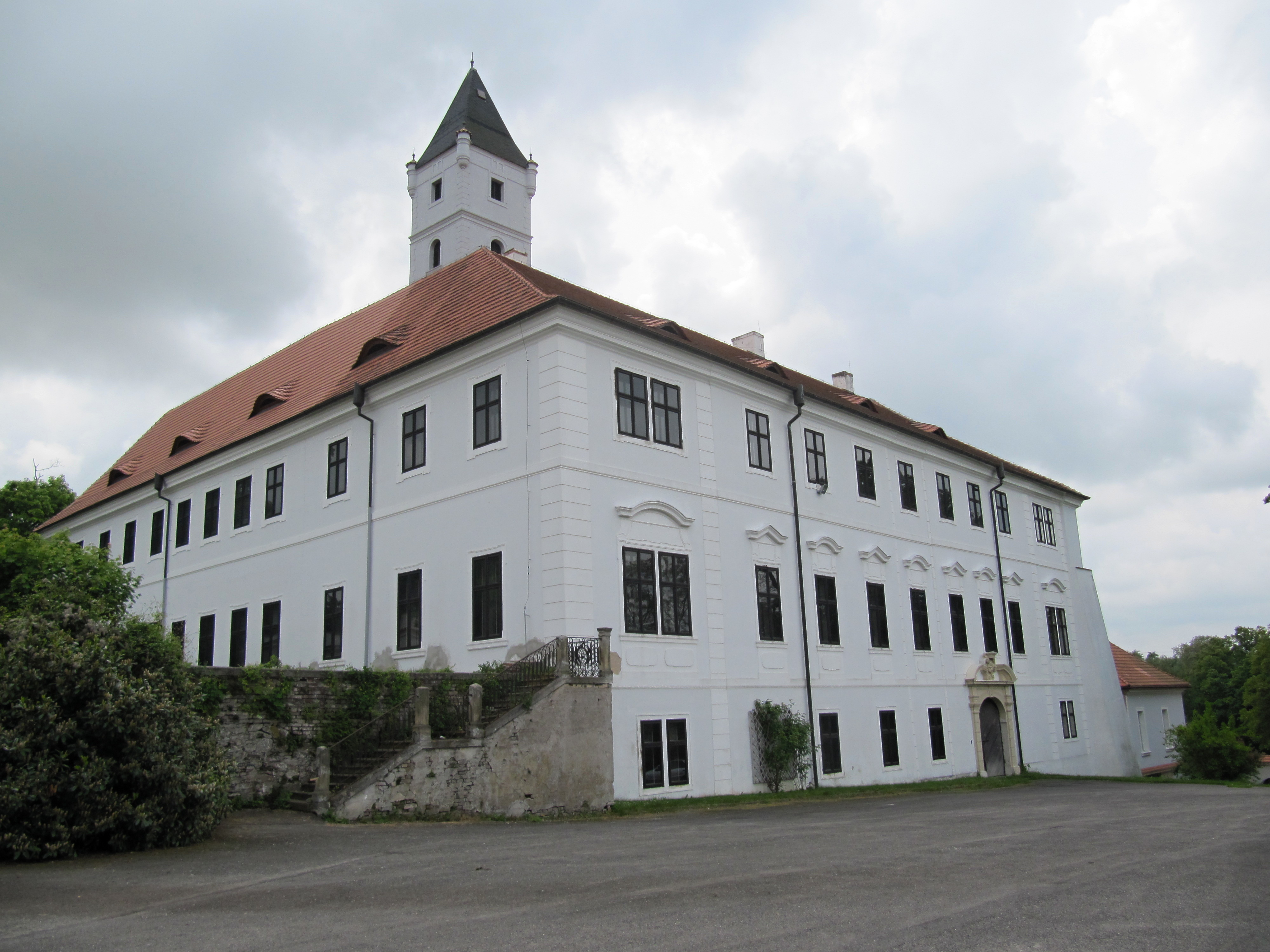
Součástí majorátu byly Zásmuky

Narodil se v rodovém pražském paláci jako syn hraběte Františka Damiána ze Šternberka (1667–1723) a jeho manželky Marie Josefy z Trauttmansdorffu (1681–1742). Měl dva starší bratry, Adolfa Vratislava a Václava Josefa, kteří zemřeli v dětství. Po otcově úmrtí se stal dědicem fideikomisu Častolovice-Zásmuky, panství Cerhenice a rodového paláce na Malé Straně. V době jeho nezletilosti přikoupili poručníci statek Chocenice se dvěma vesnicemi, které pak František Filip připojil k Cerhenicím. Na častolovickém panství zřídil v okolí Třebechovic oboru o rozloze přes 2 000 hektarů, kterou nechal oplotit a zřídil zde lovecký zámeček Filipsruhe. V roce 1758 prodal státu panství Cerhenice-Chocenice, protože Marie Terezie měla zájem o pozemky v okolí vítězné bitvy u Kolína pro zřízení panství Ústavu šlechtičen. V roce 1775 se častolovické panství stalo jedním z center nevolnického povstání, došlo i k obležení zámku v Častolovicích, Františka Filipa se to ale nijak nedotklo, protože v té době jako vysoký dvořan pobýval ve Vídni.
V letech 1745–1748 byl vyslancem Českého království u říšského sněmu v Řezně, poté v letech 1749–1763 zastával post rakouského vyslance u polského královského a saského kurfiřtského dvora. Funkci opustil po smrti polského krále Augusta III. a za své služby získal v roce 1763 rakouský Řád zlatého rouna. V letech 1765–1780 byl nejvyšším hofmistrem Marie Terezie. 
Hrabě František Filip ze Šternberka zemřel  9. ledna 1786 ve Vídni a byl pohřben ve františkánském klášteře v Zásmukách.

### Rodina a potomstvo
Oženil se v katedrále sv. Štěpána ve Vídni v roce 1731 s hraběnkou Marií Leopoldinou ze Starhembergu (1712–1800), dcerou bývalého císařského vyslance v Londýně Konráda Zikmunda ze Starhembergu (1689–1727). Z jejich manželství se narodilo několik dětí:
- 1. František Kristián (1732–1811), c. k. tajný rada, rytíř Řádu zlatého rouna
- 2. Marie Leopoldina (1733–1809), manžel 1750 František Josef kníže z Lichtenštejna (1726–1781), diplomat, c. k. tajný rada, rytíř Řádu zlatého rouna
- 3. Marie Josefa (1735–1803), manžel 1753 Karel Egon I. kníže z Fürstenbergu (1729–1787), nejvyšší purkrabí, rytíř Řádu zlatého rouna
- 4. Gundakar Tomáš (1737–1802), říšský dvorní rada 1762–1792
- 5. Anna Žofie (1738–1803), manžel 1759 Jan Vincenc hrabě z Valdštejna-Vartemberka (1731–1797)
- 6. Marie Karolína (1741–1771), manžel 1764 Jan Nepomuk hrabě Lützow (1742–1822), c. k. generálmajor, velitel v Salcburku